# 佐藤正樹 (実業家)
佐藤 正樹（さとう まさき、1966年6月8日 - ）は日本の糸作家であり、山形県寒河江市にある紡績・ニットメーカー佐藤繊維株式会社の代表取締役である。
また、Sato-S2株式会社の代表取締役社長、月山紡績株式会社の代表取締役、山形整染株式会社の代表取締役社長、クマムレース株式会社の代表取締役社長も務める。

## 経歴[1]

### 生い立ち
1966年6月8日に山形県寒河江市に生まれる。自身の曽祖父が創業した紡績ニットメーカーの佐藤繊維株式会社にて幼少期から糸やその原料に触れて育つ。その後、地元の中学校を卒業し、日本大学山形高等学校へ入学。中学から始めたボクシングに夢中になり、将来はプロボクサーになることを夢に見るが挫折。高校卒業後はファッションに興味があったため1989年4月に文化服装学院へ入学。卒業後は地元には戻らず東京のアパレルメーカーへ勤務する。1992年、結婚を機に地元寒河江へ戻り家業継承。

### 家業継承
佐藤が入社した当時の繊維業は最盛期だったが徐々に衰退。工場が回らなくなった日にはトラックに製品を積んで夫婦で県内を周り、売りに出たこともあった。
また、ある時から他社と差別化するために日本にはないような糸を世界中から買い集め製品に使用していた。そんなある日、いつも使っていたイタリアの糸メーカーからイタリアで開催される糸の展示会へ来てみないかと言う誘いがあった。当時はイタリア視察へ行くような余裕のあるニットメーカーなどはいなかったため最初は躊躇していたが、日本では見たことがない糸を作っている工場を見る事ができるチャンスだと思いイタリア行きを反対する父親を説得し、見学に行ったことが人生の転機となった。
そして佐藤は紡績業ではなくニットを作っている企業として見学へ行った。当然佐藤は紡績業も行っているため、機械を見ればその糸の作り方が分かる。それを利用し日本では作れない糸の作り方とその技術を真似しようという目的だった。しかし現地で案内してくれたイタリアの紡績工場の工場長は佐藤をニットメーカーだと思っているため、機械の改造の仕方まで熱く丁寧に語ったのだという。自分たちのように誰かに指示されてものを作っているのではなく自分で考え、機械を改造し、自分の作りたいものを作っている、そんな姿に対して佐藤はニットメーカーのふりをして紡績の技術を盗もうとした自分がとても惨めで恥ずかしくなったという。
また、翌日は現地の展示会に行ったがそこでは日本の展示会との演出の差に愕然とした。当時の日本は注文をもらって、指示されたものを作るという所謂、下請だったがイタリアでは何も無い所から新しいものを生み出しておりショックを受けた。帰路の飛行機内で「言われたものをつくる」のではなく「自分のつくりたいものを作る」と心に決め帰国。
しかし、佐藤の決意に対し社員からはなかなか理解を得られず苦しい日々を過ごすこととなる。その後、試行錯誤しイタリアへ同行した古参の職人とともに新しい糸の開発を行う。そうして出来上がった糸は色がグラデーションで太いところと細いところがあるこれまでに見た事のないような糸だった。実際に販売するも品質が不安定だったことから返品となってしまうが、改良を重ねその糸が本当に完成したのは返品から約3年後である。 
佐藤は2005年に佐藤繊維株式会社の代表取締役に就任。以降自身で世界中を周り原料探しの旅に出るなどし、色鮮やかなグラデーションの糸や極細モヘア糸の開発などを行う。2007年にイタリアのフィレンツェにて開かれる紡績の展示会「ピッティフィラーティ」へ初出展する。 その展示会でこれまで開発してきた糸を評価してもらったが展示会後リーマンショックにて円高に。商談が全てキャンセルになる状況となったが、2009年にオバマ大統領就任式にてミシェル夫人が着用したカーディガンに同社の極細モヘア糸が使用されており一躍話題となる。 この有名な極細のモヘア糸「FUUGA」については当時1gの原料からおよそ13mまで伸ばすことが限界とされていたがそれをはるかに超える52mまで伸ばすことに成功している。そのモヘア糸で編んだニットは軽くて暖かく、肌触りもとてもよいと言われている。 また、佐藤はJBKS（ジャパン・ベストニット・セレクション）の実行委員や日本ニット工業組合連合会の理事長、他グループ会社の社長も務めている。2014年9月にオープンしたセレクトショップGEA では自社ブランドはもちろんのこと、地元の工芸品や生活雑貨などを販売し、地元の野菜を使った料理なども提供している。セレクトショップGEAはものづくりの背景にあるストーリと文化を発信していく目的がある。さらに、希少な高い技術力を途絶えさせない目的で2020年9月には倒産したトーションレース・ブレードメーカーのカツミ産業の事業を引き継いでクマムレース株式会社を設立し代表取締役も務める。他にも月山紡績株式会社や山形整染株式会社も同様の理由からグループ会社として設立している。糸の開発は現在も続いており昨今ではサスティナブルな糸として再生ポリエステル糸や他、機能性のある糸として燃えない糸や切れない糸なども開発している。

## 履歴

### 学歴・職歴
- 1966年　6月　山形県寒河江市に生まれる。[1]
- 1989年　4月　文化服装学院へ入学（ファッション工科専門課程　マーチャンダイジング科）
- 1989年　3月　文化服装学院卒業後、東京のアパレルメーカーに勤務する
- 1992年　4月　地元、山形県寒河江市へ戻り家業継承
- 1997年　4月　イタリアの紡績工場へ見学に行く
- 2000年　12月　ジャパンクリエーションに初出展する
- 2005年　1月　佐藤繊維株式会社の代表取締役社長に就任する
- 2009年　1月　オバマ大統領就任式にてミシェル夫人が、自社（佐藤繊維㈱）で開発した極細モヘア糸「風雅-FUUGA-」の糸を使用したカーディガンを着用
- 2010年　5月　山形県ニット工業組合の理事長に就任
- 2015年　4月　佐藤繊維株式会社の敷地内にセレクトショップGEAをオープン
- 2017年　5月　春の褒章　藍綬褒章を受章[4]
- 2018年　6月　日本ニット工業組合連合会　理事長に就任する[5]
- 2019年　4月　母校「文化服装学院」の同窓会「すみれ会」の会長に就任する[6]
- 2020年　5月　一般社団法人寒河江市観光物産協会の会長に就任する[7]

## 受賞歴
- 2004年 11月　山形県産業賞受賞
- 2008年 6月　 明日の日本を支える元気なモノ作り中小企業300社受賞
- 2009年 7月　 第3回ものづくり日本大賞　経済産業大臣賞受賞
- 2011年 2月　 山形新聞3P賞　繁栄賞受賞
- 2011年 9月　 EOY（アントレプレナー・オブ・ザイヤー）　東北グランプリ受賞
- 2012年 1月　 東北ニュービジネス大賞受賞
- 2013年 12月　JBKS2013受賞
- 2016年 9月 　MFUマイスター（技術遺産）認証
- 2017年 5月　 春の褒章　藍綬褒章受章
- 2018年 4月　 第40回繊研賞受賞
- 2018年 12月　JBKS2018グランプリ受賞
- 2019年 12月　JBKS2019準グランプリ受賞
- 2020年 1月　 Forbes JAPAN SMALL GIANTS AWARD2019-2020　CUTTING EDGE賞受賞
- 2021年 2月　 日経新聞主催　スタ☆アトピッチ　準グランプリ受賞

## テレビ出演歴
- NHK WORLD TV「J-TECH」
- 山陰中央テレビ　TSKスーパーニュース
- 野村證券ホットコミュニケーション
- NNN NEWS　オバマ大統領就任式
- TV朝日　ワイドスクランブル
- ケーブルテレビ山形　夢トーク「社会で女性が働くために」
- ケーブルテレビ山形　夢トーク「受け継いだ伝統」
- BS1　経済最前線　ミシェル・オバマ夫人のカーディガンの糸と古い機械を改良してのものづくり
- NHK　おはよう日本
- フジTV　SAYスーパーニュース「シリーズ不況に勝つ」
- NHK WORLD　TOKYO FASHION EXPRESS
- NHK　ベストニットセレクション
- TUY　イブニングニュース
- グローバルナビ
- TV東京　カンブリア宮殿
- きらめきJAPAN
- KHB東日本放送　東北ビジネス最前線
- NHK　BS2「すばらしき私の街」
- めざましTV「オバマ大統領夫人の服が山形発の特殊糸」
- YBC「ニュース・リアルタイム」
- TVあさひ「スーパーモーニング」
- TV東京　NEWSモーニングサテライト
- 山形NEWS　ニュースアイ
- TUY　ぐっじょぶ山形
- YBC　news every
- 日本TV　真相報道バンキシャ
- YBC　新春知事対談　ものづくりにかける夢
- NHK山形　ウィークエンド東北
- あさイチ　JAPANなび「山形・最上川」
- NHK総合　東北Z　糸で世界を変えてみせる
- 台湾　NIKKEI JAPAN REPORT
- NHKサキどり「世界にGO!極細繊維で元気な中小企業」
- YTS「提言の広場」
- YTS「山形発！ニッポンものづくりの極意」
- 先輩　ROCK YOU
- TV朝日BS「世界へ挑戦。密着！モナコ企業アワード2012」
- フジTV　Mr.Sanday
- NHK　Eテレ第1回「世界に一つだけの糸」
- NHK　Eテレ第2回「ブランドイメージの作り方」
- CSテレ朝チャンネル2「ニュースの深層」
- BS11ウィークリーニュース「ジュピターの英雄」
- 日テレ「スッキリ！報道ニュース」
- BSジャパン「空から日本を見てみよう」
- TV朝日「ミッドナイトQさま」
- 日本TV「あのニュースで得する人損する人」
- TBS「今！あの顔がすごい」
- 日本TV「世界一受けたい授業」
- TUY「Nスタやまがた」
- YTS「スーパーJチャンネル」
- YBC「日本のチカラ」
- YBC「やまがたサンデー5」
- NHK総合「くらしきらり解説」
- YBC「やまがた発！旅の見聞録」
- 仙台いろは増刊号
- 山形ケーブルTV　ダイバーシティメディア　トーク番組
- NHK　ニュースやまがた6時
- BS　未来世紀ジパング[8]
- YTS　ゴジダス
- さくらんぼTV　みんなのニュース
- YTS　野村證券ホットコミュニケーション
- YBC特番　Design Eye
- YBC　やまがたサンデー5
- 王様のブランチ
- 仙台放送　SMBC日興証券仙台支店「夢ストリート」
- YBC　SMBC日興証券山形支店「夢ノート」
- TV東京　TON TEN KAN
- 日本TV「ニノさんSP」
- NHK山形ニュース645
- ケーブルTV山形「ライブバイキング」
- NHK山形「やままる」
- NHK山形「やまコレ」
- さくらんぼTV「山形元気大図鑑」
- NHK総合「逆転人生」[9]
- ジュピターショップチャンネル（2003年秋頃～現在まで定期的に出演している）[10]

## 掲載誌
- リンネル
- 大人のおしゃれ手帳
- 山形新聞
- 繊研新聞
- 繊維ニュース
- アパレル工業新聞
- 日本経済新聞
- 日経流通新聞（MJ）
- 河北新報
- 読売新聞